# Macronoctua onusta
Macronoctua onusta là một loài bướm đêm trong họ Noctuidae.